# Sophia Louisa
Sophia Louisa est une île d'Indonésie située dans l'océan Indien, au sud de Lombok. Administrativement, elle fait partie du kabupaten de Lombok occidental dans la province des Nusa Tenggara occidental.
Sophia Louisa est une île frontalière d'Indonésie.